# Rijeka (Olovo)
Pour les articles homonymes, voir Rijeka.
Rijeka (en cyrillique : Ријека) est un village de Bosnie-Herzégovine. Il est situé dans la municipalité d'Olovo, dans le canton de Zenica-Doboj et dans la fédération de Bosnie-et-Herzégovine. Selon les premiers résultats du recensement bosnien de 2013, il compte 547 habitants.

## Géographie
Le village est situé à la confluence de la Vojnica et de la Krivaja.

## Démographie

### Évolution historique de la population
| 1948 | 1953 | 1961 | 1971 | 1981 | 1991 | 2013 |
| ---- | ---- | ---- | ---- | ---- | ---- | ---- |
| -    | -    | 461  | 506  | 622  | 669  | 547  |

|  |